# Zeigarnik-Effekt
Der Zeigarnik-Effekt betrifft Erinnerungen an Aufgaben. Demnach sind Erinnerungen an unterbrochene, unerledigte Aufgaben stärker als Erinnerungen an abgeschlossene, erledigte Aufgaben.
Dieser Befund ist aus gedächtnispsychologischer Sicht überraschend, da er auch auftritt, wenn für unterbrochene Aufgaben weniger Zeit aufgebracht wurde als für die erledigten Aufgaben.
Der Erinnerungsvorteil lässt sich mit der Feldtheorie nach Lewin erklären: Eine angefangene Aufgabe baut hiernach eine aufgabenspezifische Spannung auf, welche die kognitive Zugänglichkeit der relevanten Inhalte verbessert. Diese Spannung wird dann mit dem Abschluss der Aufgabe abgebaut. Bei Unterbrechung kommt es zu einer Verhinderung dieses Spannungsabbaus. Durch die fortlaufende Spannung ist der Inhalt leichter verfügbar und man erinnert sich leichter daran.
Zuerst experimentell entdeckt wurde dieser Effekt 1927 von der namensgebenden russischen Psychologin Bljuma Wulfowna Zeigarnik an der Universität Berlin.
Der Effekt konnte jedoch in vielen Untersuchungen nicht repliziert werden und gilt daher als wenig zuverlässiges Phänomen. Häufig ergab sich sogar ein entgegengesetzter Effekt. Erklärungen hierfür sind nicht klar. Werden beispielsweise die unterbrochenen Aufgaben als zu schwierig gestaltet, dann bekommt die Versuchsperson das Gefühl, die Aufgaben seien unlösbar und erwartet nicht, die Aufgabe zu beenden. Außerdem gibt es Versuchsfehler gedächtnispsychologischer Art, wenn die vollendeten Aufgaben wesentlich länger als die unterbrochenen Aufgaben bearbeitet werden. Zusätzlich wäre es möglich, dass Selbstdarstellungstendenzen dazu führen, dass man eher über die zu Ende gebrachten Aufgaben spricht und sie daher eher nennt.